# Estação Ferroviária de Santa Vitória-Ervidel
A Estação Ferroviária de Santa Vitória-Ervidel, originalmente conhecida como Outeiro, é uma gare encerrada da Linha do Alentejo, que servia as localidades de Santa Vitória e Ervidel, no distrito de Beja, em Portugal.

## Descrição

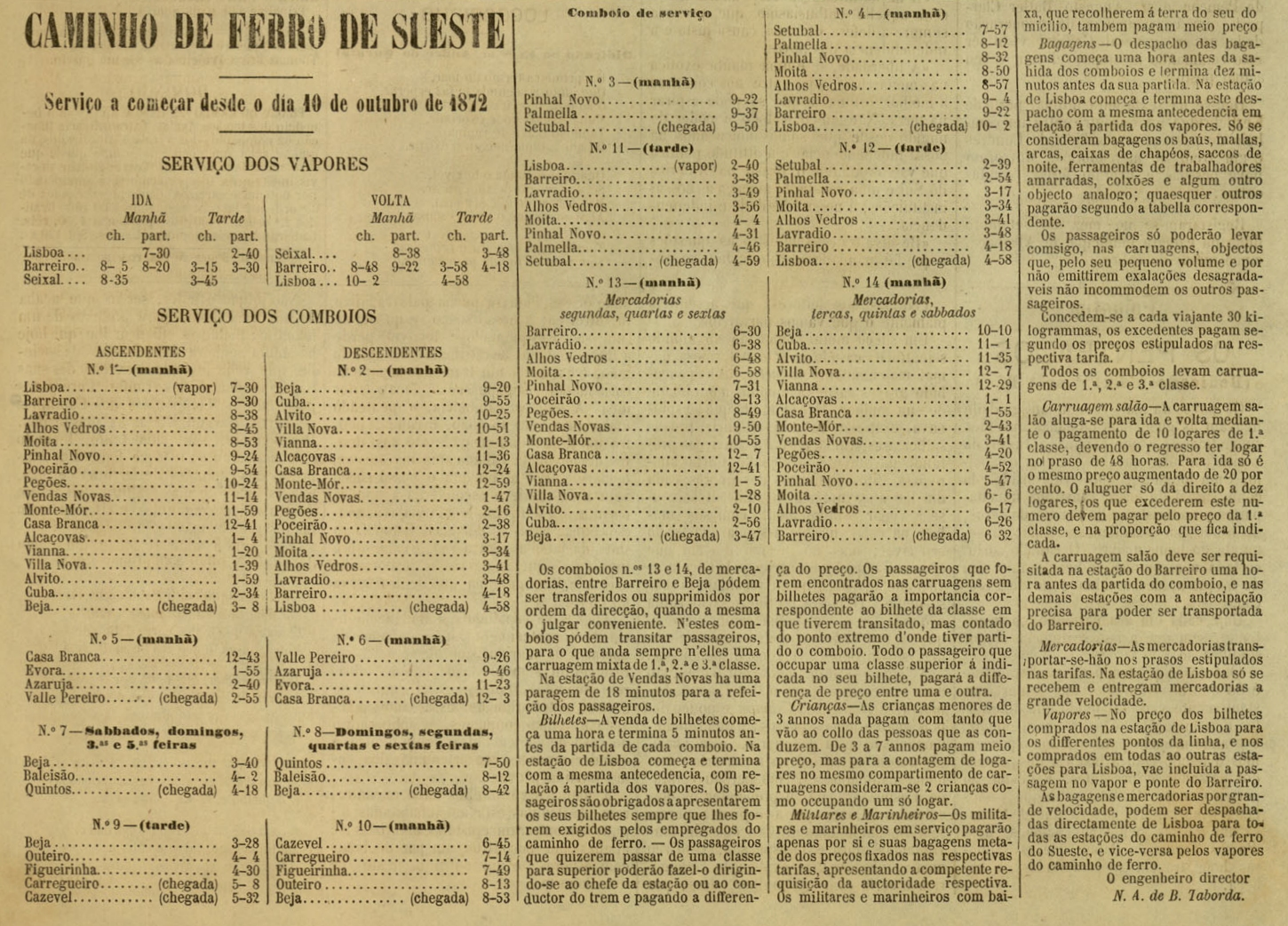
Horários de 1872, onde esta interface surge com o nome original, Outeiro.

Em janeiro de 2011, apresentava duas vias de circulação, ambas com 430 e 353 m de comprimento, e uma só plataforma, que tinha 50 cm de altura e 96 m de extensão.

## História

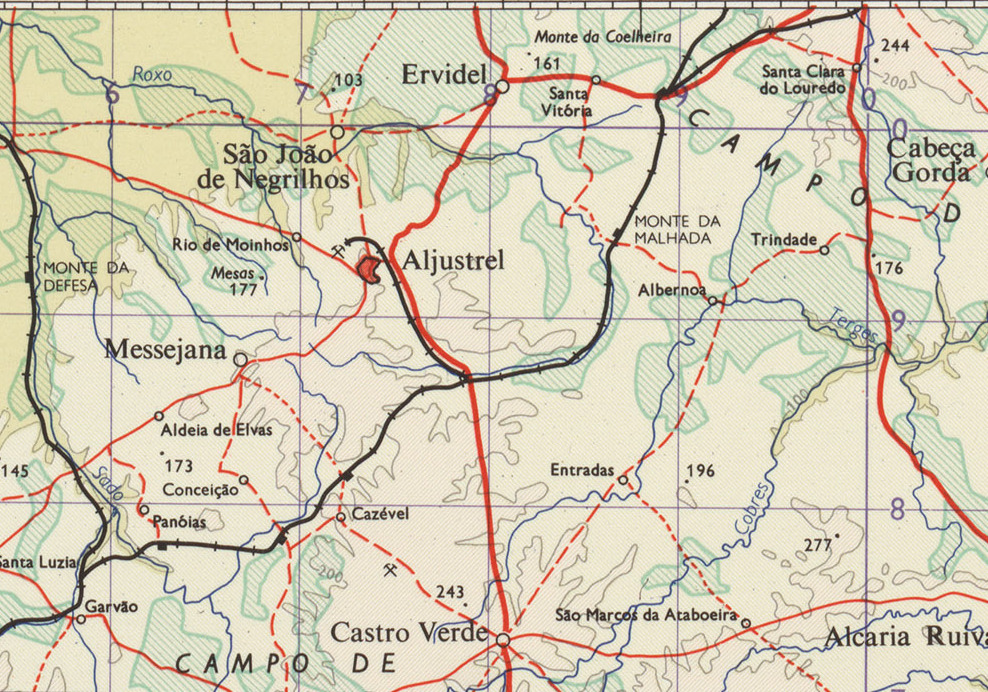
Mapa de 1965, onde a estação surge como bifurcação entre o traçado original da Linha do Alentejo, e a nova variante.

Esta gare insere-se no troço entre Beja e Casével, que entrou ao serviço no dia 20 de dezembro de 1870, com o nome de Linha do Sul.
Em 1913, a estação estava ligada a Santa Vitória e a Ervidel por uma carreira de diligências.
Em 1934, a comissão administrativa do Fundo Especial de Caminhos de Ferro autorizou a realização de obras, por forma a modificar as rasantes das linhas em Santa Vitória-Ervidel. Nesse mesmo ano, o Ministro das Obras Públicas aprovou a instalação de betonilha no pavimento do cais coberto da estação.
Em 1948, já estavam a decorrer as obras na chamada Variante de Beja, que iria alterar o traçado da Linha do Sul entre as estações de Beja e Santa Vitória. Este novo troço entrou ao serviço em 1971.